# Лемони Сникет: 33 несчастья (телесериал)
«Ле́мони Сни́кет: 33 несча́стья» (англ. A Series of Unfortunate Events) — американский телесериал Netflix, разработанный Марком Худисом, который основан на одноимённой серии детских книг Лемони Сникета. Главные роли исполнили Нил Патрик Харрис, Малина Вайсман и Луис Хайнс.
Премьера сериала состоялась 13 января 2017 года. Премьера второго сезона состоялась 30 марта 2018 года. В апреле 2017 года телесериал был продлён на заключительный третий сезон, который состоит из 7 серий. Премьера финального сезона состоялась 1 января 2019 года.

## В ролях

### Основной состав
- Нил Патрик Харрис — Граф Олаф, актёр, который пытается завладеть состоянием Бодлеров[3].
- Патрик Уорбертон — Лемони Сникет, рассказчик, которому поручено объяснять события из жизни Бодлеров[4].
- Малина Вайсман — Вайолет Бодлер, старшая сестра Клауса и Солнышко, талантливая изобретательница[5].
- Луис Хайнс — Клаус Бодлер, брат Вайолет и Солнышко, интересуется литературой[5].
- К. Тодд Фримен — мистер Артур По, семейный банкир родителей Бодлеров, который отвечает за то, чтобы дети попали к заботливому опекуну[6].
- Пресли Смит — Солнышко Бодлер, младшая сестра Вайолет и Клауса с необычайно сильными зубами[7]. Мысли Солнышка в виде субтитров озвучивает Тара Стронг[8].
- Люси Панч — Эсме Скволор, невероятно богатый шестой по важности городской финансовый советник и жена Джерома Скволора. Любовный интерес Графа Олафа[9].
- Дилан Кингуэлл — Дункан и Куигли Квегмайры, сироты. Дункан — талантливый журналист[10].
- Эви Лейк — Айседора Квегмайр, сестра Дункана и Куигли, поэтесса[10].

### Второстепенный состав
- Уилл Арнетт — папа, мужчина, который пытается вернуться домой к своим трём детям[11][12].
- Коби Смолдерс — мама, женщина, которая пытается вернуться домой к трем своим детям[12].
- Усман Алли — Фернальд / Крюкастый, член театральной труппы Графа Олафа[13], и член тайного общества Г. П. В.
- Мэтти Кардаропл — не то мужчина, не то женщина, член театральной труппы Графа Олафа[13].
- Клео Кинг — Элеонора По, жена Артура По и главный редактор The Daily Punctilio.
- Джон Десантис — Лысый, член театральной труппы Графа Олафа[14].
- Жаклин и Джойс Роббинс — две женщины с бледными лицами, пожилые близнецы, члены театральной труппы графа Олафа[13].
- Сара Каннинг — Жаклин, помощница мистера По и член тайного общества Г. П. В.
- Патрик Брин — Ларри, официант в ресторане «Тревожный клоун», который является членом тайного общества Г. П. В.
- Сара Рю — Оливия Калибан, библиотекарь Пруфрока[9][15][16].
- Нейтан Филлион — Жак Сникет, брат Лемони Сникета[9]. Член тайного общества Г. П. В.

### Гостевые роли
Представлены в первом сезоне
- Джоан Кьюсак — судья Штраус, судья и соседка графа Олафа, которая помогает Бодлерам и надеется на появление возможности взять над ними опекунство[1].
- Люк Камиллери — Густав Себальд, член тайного общества Г. П. В. и бывший помощник Монти[13].
- Аасиф Мандви — дядя Монти, герпетолог и дальний родственник Бодлеров, который утверждает, что провел свое детство с их покойными родителями. Он является членом тайного общества Г. П. В.[17].
- Элфри Вудард — тётя Жозефина, дальний родственник Бодлеров, у которой много страхов и любви к грамматике. Является членом тайного общества Г.П В.[18].
- Дон Джонсон — Сэр, владелец лесопилки «Счастливые запахи»[19].
- Кэтрин О’Хара — доктор Джорджина Оруэлл, окулист и бывшая подруга графа Олафа, которая гипнотизирует рабочих лесопилки «Счастливые запахи», чтобы они никогда оттуда не уходили, а также заставляет их поверить, что родители Бодлеров подожгли Пальтривилл[20].
- Рис Дарби — Чарльз, партнёр Сэра[11].
- Тимоти Уэббер — Джимми, рабочий на лесопилке «Счастливые запахи».
- Крис Готье — Фил, оптимистичный работник, который находит общий язык с Бодлерами во время их пребывания на лесопилке.
- Лоретта Уолш — Норма Рей, работница лесопилки.
- Трент Редекоп — Цезарь, работник лесопилки.

Дэниел Хэндлер играет роль продавца рыбы на озере Лакримозе.
Представлены во втором сезоне
- Роджер Барт — Ниро Феинт, скрипач и завуч подготовительной школе Пруфрок[9].
- Китана Тернбулл — Кармелита Спатс, учащаяся Пруфрока[21].
- Бронвен Смит — мисс Тренч, учительница Пруфрока[16].
- Малкольм Стюарт — мистер Ремора, учитель Пруфрока[16].
- Б. Дж. Харрисон — миссис Басс, учительница Пруфрока[16].
- Тони Хейл — Джером Скволор, муж Эсме[16].
- Итхамар Энрикес — Гектор, мастер в Городе Почитателей Ворон[16].
- Минди Стерлинг — Анабель, жительница Города Почитателей Ворон. Является одной из Старейшин[16].
- Кэрол Манселл — Джемма, жительница Города Почитателей Ворон. Является одной из Старейшин[16].
- Кен Дженкинс — Сэм, житель Города Почитателей Ворон. Является одним из Старейшин[16].
- Джон Бобек — бородатый лидер Группы Поющих Волонтёров[16].
- Керри Кенни-Сильвер — Бэбс, Заведующая Человеческими Ресурсами клиники[16].
- Дэвид Алан Григ — Хэл, работник в Хранилище Документов при клинике[22].
- Робби Амелл — Кевин, амбидекстр с Карнавала Калигари[23].
- Кевин Кахун — Хьюго, горбун с Карнавала Калигари[16].
- Бонни Морган — Колетт, женщина-змея с Карнавала Калигари[16].
- Эллисон Уильямс — неизвестная женщина, приезжающая на Карнавал Калигари[24].

## Список эпизодов
| Сезон | Сезон | Эпизоды | Оригинальная дата показа |
| ----- | ----- | ------- | ------------------------ |
|       | 1     | 8       | 13 января 2017           |
|       | 2     | 10      | 30 марта 2018            |
|       | 3     | 7       | 1 января 2019            |

### Сезон 1 (2017)
Первый сезон является экранизацией 4-х книг: «Скверное начало», «Змеиный зал», «Огромное окно» и «Зловещая лесопилка».
| № общий | № в сезоне | Название                                                          | Режиссёр          | Автор сценария      | Дата премьеры  |
| --- | ---------- | ----------------------------------------------------------------- | ----------------- | ------------------- | -------------- |
| 1 | 1          | «Скверное начало: Часть первая» «The Bad Beginning: Part One»     | Барри Зонненфельд | Дэниел Хэндлер      | 13 января 2017 |
| Когда по таинственной причине сгорает дом и погибают родители Вайолет, Клауса и Солнышко, их отправляет жить к дальнему родственнику графу Олафу, который плохо обращается с детьми, заставляя прислуживать ему. Им приходится готовить пасту путанеско и ростбиф для всей его театральной труппы. Сказав графу Олафу, что прежде они никогда не готовили это блюдо, они выводят его из себя, и Клаус получает пощёчину. В это время маму и папу удерживают неизвестные похитители. |            |                                                                   |                   |                     |                |
| 2 | 2          | «Скверное начало: Часть вторая» «The Bad Beginning: Part Two»     | Барри Зонненфельд | Дэниел Хэндлер      | 13 января 2017 |
| Дети пытаются убедить мистера По отослать их в другую семью, на что он отвергает их просьбу. Когда граф Олаф делает Вайолет главной героиней в своей последней театральной постановке, которая заканчивается тем, что два главных героя женятся, брат и сестра понимают, что Олаф намерен по-настоящему женится на ней, чтобы завладеть имуществом. Граф Олаф грозится убить Солнышко, если ему помешают заключить брак. В последний момент, Вайолет подписывает свидетельство о браке левой рукой. Но документ является не действительным, так как Вайолет — правша. |            |                                                                   |                   |                     |                |
| 3 | 3          | «Змеиный зал: Часть первая» «The Reptile Room: Part One»          | Марк Палански     | Дэниел Хэндлер      | 13 января 2017 |
| Бодлеры отправляются жить к герпетологу Монти Монтгомери, который недавно открыл Невероятно Смертоносную Гадюку. При попытке узнать больше о дяде, Клаус обнаруживает, что лабиринт в саду Монтгомери точно такой же формы, как татуировка на лодыжке Олафа. Олаф становится новым помощником Монти — Стефано, и пытается похитить Бодлеров. Но Монтгомери нечаянно раскрывает истинные мотивы графа после получения зашифрованного сообщения. Веря, что «Стефано» шпион, который хочет украсть его исследования, Монти его увольняет. |            |                                                                   |                   |                     |                |
| 4 | 4          | «Змеиный зал: Часть вторая» «The Reptile Room: Part Two»          | Марк Палански     | Эмили Фокс          | 13 января 2017 |
| Сразу после увольнения «Стефано», Монти замечает, что дверь с рептилией приоткрыта. После этого на него нападает неизвестная фигура. На следующий день, Бодлеры обнаруживают Олафа, стоящего рядом с трупом дяди Монти. Олаф угрожает убить Солнышко, если они не отправятся с ним в Перу, но в последний момент в дом приезжает мистер По. Когда полиция приходит к выводу, что дядю Монти убила Невероятно Смертоносная Гадюка, Вайолет и Клаус доказывают её невиновность и разоблачают Олафа. Он убегает через лабиринт, а в это время, дети сталкиваются с таинственной женщиной, которая просит их найти тётю Жозефину. |            |                                                                   |                   |                     |                |
| 5 | 5          | «Огромное окно: Часть первая» «The Wide Window: Part One»         | Барри Зонненфельд | Дэниел Хэндлер      | 13 января 2017 |
| Мистер По отправляет Бодлеров жить к тёте Жозефине, которая живет в ветхом доме с видом на озеро и на отрез отказывается говорить об их родителях. Олаф, который следил за Бодлеры, переодевается в моряка по имени «Капитан Шэм» и делает вид, что влюблён в Жозефину. Несмотря на предупреждения брата и сестры, она отвечает ему взаимностью. Позже, той же ночью, брат и сестра обнаруживают, что Жозефина выпрыгнула из окна, но оставила записку, сообщив им, что «Капитан Шэм» теперь будет их опекуном. |            |                                                                   |                   |                     |                |
| 6 | 6          | «Огромное окно: Часть вторая» «The Wide Window: Part Two»         | Барри Зонненфельд | Дэниел Хэндлер      | 13 января 2017 |
| Когда мистер По готовиться передать Бодлеров «Капитану Шэму», Клаус и Вайолет обнаруживают в записке грамматические ошибки, что никогда бы не допустила тётя Жозефина, так как она помешана на грамматике. Мистер По отправляется с детьми в ресторан, где произойдёт передача «Мистеру Шэму» Бодлеров. После того, как официант Ларри (старый друг Жозефины и запуганный Олафом) узнает, что Жозефина умерла, он с помощью конфет с мятой вызывает у детей аллергию, что заставляет мистера По повременить с опекунством. После возвращения домой, брат и сестра расшифровывают предсмертную записку Жозефины и узнают, что она все ещё жива за минуту, до того как ураган полностью разрушает дом. Убегая с фотографией своих родителей, стоящих перед лесопилкой, Клаус, Вайолет и Солнышко находят Жозефину в близлежащей пещере, сталкиваясь при этом с Олафом. Он оставляет её умирать в озере пиявок, которые заживо съедают её. |            |                                                                   |                   |                     |                |
| 7 | 7          | «Зловещая лесопилка: Часть первая» «The Miserable Mill: Part One» | Бо Уэлш           | Джо Трач            | 13 января 2017 |
| По прибытии на лесопилку «Счастливые запахи», Бодлеры встречают владельца Сэра, который обвиняет их родителей в пожаре, который уничтожил город. Клаус замечает, что работники лесопилки неестественно счастливые и пытается в этом разобраться. После того, как он случайно ломает очки, он вынужден посетить доктора Джорджину Оруэлл, которая гипнотизирует его, превращая в марионетку. Позже в тот же день, Бодлеры узнают, что двое посетителей хотят с ними встретится. Полагая, что их родители все еще живы, они были шокированы увидеть Оруэлл и секретаршу Ширли, которая на самом деле является переодетым Олафом. Между тем, оказалось, что мать и отец, которые были в плену, являются родителями Дункана и Айседоры Квегмайр, с которыми они воссоединяются. |            |                                                                   |                   |                     |                |
| 8 | 8          | «Зловещая лесопилка: Часть вторая» «The Miserable Mill: Part Two» | Бо Уэлш           | Татьяна Суарес-Пико | 13 января 2017 |
| Когда Клаус не справляется на мельнице, Сэр угрожает отправить всех в Сент-Ив. Оруэлл приказывает Клаусу устроить несчастный случай помощнику Сэра, Чарльза. Но по неосторожности, Крюкастый освобождает рабочих из под гипноза Оруэлл, чем пользуется Вайолет, пытаясь остановить Клауса от причинения вреда Чарльзу. Когда рабочие штурмуют мельницу, Оруэлл падает в печь и умирает, в то время как Олаф и Крюкастый спасаются. Вайолет, Клаус и Солнышко встречаются с мистером По и узнают, что он получил повышение и больше не отвечает за их безопасность. Он дарит Клаусу разбитую подзорную трубку, которую похитил у него Олаф, и отправляет детей в интернат. В это время, двое из трёх детей Квегмайр отправляют в тот же интернат, после того, как их дом разрушил пожар. |            |                                                                   |                   |                     |                |

### Сезон 2 (2018)
Второй сезон является экранизацией 5-ти книг: «Изуверский интернат», «Липовый лифт», «Гадкий городишко», «Кошмарная клиника» и «Кровожадный карнавал».
| № общий | № в сезоне | Название                                                                  | Режиссёр          | Автор сценария | Дата премьеры |
| --- | ---------- | ------------------------------------------------------------------------- | ----------------- | -------------- | ------------- |
| 9 | 1          | «Изуверский интернат: Часть первая» «The Austere Academy: Part One»       | Барри Зонненфельд | Дэниел Хэндлер | 30 марта 2018 |
| Жизнь забрасывает Бодлеров в весьма странное учебное заведение, где им приходится жить в жуткой лачуге, посещать нелепые занятия и слушать концерты бездарного завуча, возомнившего себя гениальным скрипачом. Однако троицу ждёт неожиданная и приятная встреча с сиротами Квегмайрами, имеющими много общего с новенькими. Тем временем в школу прибывает незнакомец с тайным заданием, касающимся Вайолет, Клауса и Солнышка, а также граф со своей свитой, намеренный на этот раз во что бы то ни стало добраться до детей.                       |            |                                                                           |                   |                |               |
| 10 | 2          | «Изуверский интернат: Часть вторая» «The Austere Academy: Part Two»       | Барри Зонненфельд | Джо Трач       | 30 марта 2018 |
| Невзирая на попытки Клауса и его сестёр разоблачить самозванца, Олафу удаётся убедить окружающих, что он никакой не граф, а новый учитель физкультуры. Специально для Бодлеров он придумывает изнуряющие тренировки, из-за которых успеваемость троицы начинает падать, а шанс исключения из школы — стремительно возрастать. Между тем на помощь Ларри приходит брат Лемони Сникета, Жак, а весьма важная книга, предназначенная Бодлерам, попадает к сиротам Квегмайрам, и то ненадолго.                                                            |            |                                                                           |                   |                |               |
| 11 | 3          | «Липовый лифт: Часть первая» «The Ersatz Elevator: Part One»              | Бо Уэлш           | Дэниел Хэндлер | 30 марта 2018 |
| Новыми опекунами сирот становятся Эсме и Джером Скволоры, личности экстравагантные и странные. Не успевают дети освоиться на новом месте, как граф Олаф вновь появляется в их жизни, на этот раз в образе аристократичного иностранца, который заводит тесное знакомство со Скволорами, желая похитить Бодлеров. Узнав от злодея, что Квегмайры спрятаны где-то в здании, троица ставит себе цель найти друзей. В то же время Жак находит добровольца для помощи в собственных поисках малолетних пленников.                                          |            |                                                                           |                   |                |               |
| 12 | 4          | «Липовый лифт: Часть вторая» «The Ersatz Elevator: Part Two»              | Бо Уэлш           | Дэниел Хэндлер | 30 марта 2018 |
| Найти пленников оказалось не так сложно, как вызволить их из заключения. Когда Бодлеры обращаются за помощью к Эсме, им открывается ужасная правда об их опекунше и её давних отношениях с ненавистным графом Олафом. Вскоре Клаус и сёстры сами оказываются в западне. Кое-как выбравшись, они отправляются на помпезный аукцион, устраиваемый Олафом и его давней поклонницей. Задачей сирот становится выкуп запрятанных в одном из лотов Квегмайров, но удастся ли им осуществить свой план?!                                                     |            |                                                                           |                   |                |               |
| 13 | 5          | «Гадкий городишко: Часть первая» «The Vile Village: Part One»             | Барри Зонненфельд | Сигрид Гилмер  | 30 марта 2018 |
| Мистер По привозит Бодлеров в забытый Богом городишко, все жители которого становятся их опекунами. Надежды сирот, что граф их не найдёт, терпят крах — Олаф уже обосновался в поселении, как и его верная помощница Эсме. Дети селятся на краю деревни у пугливого работяги, в сарае которого припрятано немало чудес. Одно из них должно помочь им спасти союзника, поплатившегося за попытку схватить мошенника. Судьба Квегмайров по-прежнему неизвестна. Но Бодлеры начинают получать подсказки по их местонахождению.                           |            |                                                                           |                   |                |               |
| 14 | 6          | «Гадкий городишко: Часть вторая» «The Vile Village: Part Two»             | Барри Зонненфельд | Сигрид Гилмер  | 30 марта 2018 |
| Вслед за печальной новостью о смерти заключённого, Бодлеры узнают ещё более дурные вести: по словам детектива Дюпена, пленника убили именно они. Сирот помещают в тюрьму, и теперь лишь от их смекалки и находчивости зависит, смогут ли они спастись от очередной напасти. Вместе с тем Клаусу наконец удаётся расшифровать послания Квегмайров, но успеют ли они найти друзей до того, как их самих схватят? Узнав о происшествии в Городе Почитателей Ворон, Ларри с Жаклин спешат на подмогу малолетним беглецам, пока всё не стало совсем плохо. |            |                                                                           |                   |                |               |
| 15 | 7          | «Кошмарная клиника: Часть первая» «The Hostile Hospital: Part One»        | Алан Аркуш        | Джошуа Конкел  | 30 марта 2018 |
| Воле судьбы Бодлеры попадают в группу поющих волонтёров, благодаря которым узнают о всемирном хранилище документов, который находится в клинике неподалёку. Подружившись с главой отдела, дети скрепя сердце идут на обман, чтобы получить информацию о Жаке Сникете и тайнах, которые тот хранил. Несмотря на то, что троица успевает добыть важные сведения, это знание обходится им очень дорого: Олафу и жаждущей найти украденную сахарницу Эсме наконец-то удаётся схватить одного из сирот.                                                    |            |                                                                           |                   |                |               |
| 16 | 8          | «Кошмарная клиника: Часть вторая» «The Hostile Hospital: Part Two»        | Алан Аркуш        | Джошуа Конкел  | 30 марта 2018 |
| Для поимки Клауса и Солнышка граф Олаф решает спрятать свою пленницу среди пациентов больницы. Клаус было придумывает способ обойти Олафа, однако недооценивает его хитрость и коварство. Ради спасения Вайолет мальчику приходится пожертвовать недавним трофеем. Однако, даже выбравшись из переделки, Бодлеры вновь вынуждены пойти на риск, чтобы выжить. |            |                                                                           |                   |                |               |
| 17 | 9          | «Кровожадный карнавал: Часть первая» «The Carnivorous Carnival: Part One» | Лони Перистер     | Джо Трач       | 30 марта 2018 |
| Давным-давно Лемони Сникет стал свидетелем злодейства Олафа, пожелавшего отомстить прямо на балу-маскараде. В настоящем времени спрятавшаяся в багажнике негодяев троица узнаёт о предсказательнице мадам Лулу, способной дать ответ на любой вопрос. Бодлеры решают устроиться работать на карнавал, чтобы подобраться поближе к гадалке и её предсказаниям. Однако последняя оказывается не так-то проста, чем дарит детям надежду, а мошенника толкает на решительные действия.                                                                    |            |                                                                           |                   |                |               |
| 18 | 10         | «Кровожадный карнавал: Часть вторая» «The Carnivorous Carnival: Part Two» | Лони Перистер     | Джо Трач       | 30 марта 2018 |
| Бодлеры узнают о значении карнавала для организации ГПВ, а также о секретном штабе, расположенном высоко в горах. Вместе они решают отправиться туда для выяснения правды о выжившем в пожаре, однако и здесь графу Олафу удаётся помешать планам сирот. Организовав кровавое шоу с голодными львами, мошенники готовятся принести жертву на потеху публики. Неожиданная находка в шатре гадалки открывает Олафу глаза на истинную сущность некоторых цирковых уродцев.                                                                               |            |                                                                           |                   |                |               |

### Сезон 3 (2019)
Третий сезон стал экранизацией 4-х книг: «Скользкий склон», «Угрюмый грот», «Предпоследняя передряга» и «Конец!».
| № общий | № в сезоне | Название                                                                  | Режиссёр          | Автор сценария           | Дата премьеры |
| ------- | ---------- | ------------------------------------------------------------------------- | ----------------- | ------------------------ | ------------- |
| 19      | 1          | «Скользкий склон: Часть первая» «The Slippery Slope: Part One»            | Джонатан Теплицки | Дэниел Хэндлер           | 1 января 2019 |
| 20      | 2          | «Скользкий склон: Часть вторая» «The Slippery Slope: Part Two»            | Джонатан Теплицки | Дэниел Хэндлер           | 1 января 2019 |
| 21      | 3          | «Угрюмый грот: Часть первая» «The Grim Grotto: Part One»                  | Лиза Джонсон      | Джошуа Конкел            | 1 января 2019 |
| 22      | 4          | «Угрюмый грот: Часть вторая» «The Grim Grotto: Part Two»                  | Лиза Джонсон      | Сигрид Гилмер            | 1 января 2019 |
| 23      | 5          | «Предпоследняя передряга: Часть первая» «The Penultimate Peril: Part One» | Барри Зонненфельд | Джо Трач                 | 1 января 2019 |
| 24      | 6          | «Предпоследняя передряга: Часть вторая» «The Penultimate Peril: Part Two» | Барри Зонненфельд | Джо Трач                 | 1 января 2019 |
| 25      | 7          | «Конец!» «The End»                                                        | Бо Уэлш           | Дэниел Хэндлер, Джо Трач | 1 января 2019 |

## Производство

### Разработка
В ноябре 2014 года Netflix совместно с Paramount Television объявил о планах адаптации серии детских книг «33 несчастья» в оригинальный телесериал, причем с автором книг Дэниелом Хэндлером в качестве исполнительного продюсера.
В сентябре 2015 года стало известно, что Барри Зонненфельд и Марк Худис согласились встать у штурвала производства сериала. Худис стал шоураннером и сценаристом, а Зонненфельд — режиссёром; кроме того они оба получили посты исполнительных продюсеров. Тем не менее в январе 2016 года стало известно, что Худис покинул проект, однако имя нового шоураннера тогда не было названо.
В марте 2016 года было объявлено, что сериал будет состоять из восьми эпизодов. В сентябре 2016 года Харрис сообщил, что события каждой книги цикла будут отражены в двух эпизодах; таким образом будут экранизированы первые четыре книги.
Создатели сериала планируют адаптировать книги «Изуверский интернат», «Липовый лифт», «Гадкий городишко», «Кошмарная клиника» и «Кровожадный карнавал» во втором сезоне (10 эпизодов), а книги «Скользкий склон», «Угрюмый грот», «Предпоследняя передряга» и «Конец!» — в третьем сезоне (7 эпизодов).

### Кастинг
3 декабря 2015 года был объявлен открытый кастинг на роли Вайолет и Клауса Бодлеров. В январе 2016 года Netflix объявил, что Нил Патрик Харрис сыграет роль Графа Олафа, а Малина Вайсман и Луис Хайнс получили роли Вайолет и Клауса соответственно
В марте 2016 года К. Тодд Фримен получил роль мистера По; вскоре Патрик Уорбертон присоединился к актёрскому составу в роли Лемони Сникета, а Аасиф Мандви — в роли дяди Монти. В сентябре 2016 года стало известно, что Дилан Кингвелл и Эви Лейк получили роли Дункан и Айседора Квегмайров соответственно. В ноябре 2016 года Хэндлер объявил, что Кэтрин О’Хара, Дон Джонсон и Элфри Вудард сыграют доктора Джорджину Оруэлл, Сэра и тётю Жозефину соответственно; О’Хара исполнила роль Юстиции Штраус в фильме 2004 года. Также стало известно, что Пресли Смит получила роль Солнышко Бодлер.

### Съёмки
Съёмки стартовали в марте 2016 года, а в августе того же года члены съёмочного состава сообщили через социальные сети, что съёмки завершены.

### Музыка
В апреле 2016 года стало известно, что Ник Урата напишет музыку к телесериалу.